# Pétrel de Jouanin
Bulweria fallax
Espèce
Statut de conservation UICN

 NT  : Quasi menacé
Le Pétrel de Jouanin (Bulweria fallax) appartient à la famille des Procellariidae typiquement marine.
Son nom rend hommage à l'ornithologue Christian Jouanin (1925-2014).

## Description
Cet oiseau de mer a une longueur de 31 cm pour une envergure de 79 cm.
Cet oiseau ne présente pas de dimorphisme sexuel.
Son plumage est entièrement brun sombre. Ses ailes sont longues, pointues et souvent coudées. Sa queue est longue et cunéiforme mais apparaît souvent pointue à distance.
Il est proche du Pétrel de Bulwer et s'en distingue par une taille supérieure, le bec plus fort et l'absence de marques pâles sur le dessus des ailes.

## Comportement
Cet oiseau vole de manière saccadée avec de fréquents changements de direction.

## Répartition
Cet oiseau est observé dans l'ouest de l'océan Indien. Aucun site de nidification n'est connu mais cette espèce se reproduit très probablement sur les îles du Golfe d'Oman.